# SU-45 (自走砲)
SU-45は、ソビエト連邦の試作水陸両用自走砲。二つの試作車両があり、性能諸元の（　）内の数字は二台目の車両のもの。

## 概要
1935年3月22日から開発が始まった。
ソ連では自走砲という車種がなかなか量産体制にまで移行せず、いずれも到底実戦運用出来るレベルではなく量産に至っていない。
SU-45の試作車両二輌はそれぞれ、水陸両用戦車であるT-37とT-38のシャーシに、当時としては強力な45mm戦車砲を装備させたものであった。
T-37ベースの方は、元々はSU-37と呼ばれていたが、後に搭載砲の口径を基準にした命名法に変更されたために、SU-45と改称された。そのことが、現代において、T-38ベースのSU-45との、情報の混同と混乱を招く原因となった。
SU-45は、計画では水上浮航可能の予定で、車体後尾にスクリューと舵を備えていた。しかし実際には、完成した試作車は、軍の要求の条件より重量過大で、水上浮航は不可能となった。

## 性能
SU-45に始まったことではないが、ソ連がこれまで開発した自走砲はいずれも豆戦車やトラクターのシャーシに強力な戦車砲を搭載しようとして失敗していた。
SU-45にしても、豆戦車同然のT-37とT-38のシャーシに45mm戦車砲は相当な無理があり、軽量化のためにオープントップ構造であり（天候対策など必要ならば屋根としてキャンバスカバーを張る）、元々低い防御力が更に低くなっている。
当初の軍の要求に3t以内の重量という条件があったが、試作車両のいずれもこれをオーバーしてしまっており、しかもエンジンの出力が重量に対して不足していた。
一方搭載出来る弾薬は機銃は1000発、主砲弾はT-37型は51発、T-38型は100発とそれなりに多く、一応速度は当時の自走砲としては充分なものであった。ただし実際には、この砲弾搭載数の情報は、その車体の小型さからすると、疑わしい。

## 豆自走砲開発の打ち切り
1936年1月1日までに最初の試作を完成させる計画にもかかわらず、予定より遅れ、1936年の春に完成。
T-37型によるテストが何度か行われるのと並行してT-38型の試作も完成するが、1936年の春頃に行われたテストの際にT-37型が失われた。
引き続きT-38型によるテストが行われるが、T-37型の際に指摘された脆さなどが殆ど改善されておらず、また内部がかなり窮屈である事が問題となっていたが、T-38型は乗員が一人増えた事で更にこれが悪化していた。
また、計画予定よりも重量過大となったことから、水上浮航能力を失ったことや、豆戦車ベースでは、エンジンの出力不足や、シャーシやパワートレインが耐えられないなど、機械的信頼性にも欠けるという、欠点があった。これらの理由により、ソ連では、SU-45は元より、豆戦車を元にした自走砲の、開発を放棄することとなった。

## 参考
- SU-45の画像